# Gustave Louis Simon
Pour les articles homonymes, voir Simon et Gustave Simon (homonymie).
Ne pas confondre avec Gustav Simon, écrivain.
 Gustave Simon  était un entrepreneur de travaux publics et un homme politique français, né le 15 avril 1868 à Lorry-lès-Metz et décédé le 10 septembre 1926 au 6 place Carnot à Nancy . Il fut maire de Nancy de 1914 à 1919.

## Biographie
Gustave Simon est le fils d'un chef de chantier, futur entrepreneur de travaux publics, qui opte pour la nationalité française après l'annexion de la Moselle par l'Allemagne. Il s'établit en Meurthe-et-Moselle, à Nomexy, comme entrepreneur de travaux publics. Puis il gagne Nancy où il développe son entreprise et administre d'autres sociétés, comme la Chocolaterie de l'Est, les Grandes brasseries et malteries de Colmar, la société anonyme de la grande taverne, la société des verreries lorraines, fondée en 1924 ou l'Energie électrique de l'Est (à partir de 1926).
Gustave Simon a également été actif dans les associations professionnelles : il est en 1925 président du syndicat des entrepreneurs du bâtiment de Meurthe-et-Moselle, président de la fédération des syndicats patronaux et des entrepreneurs de travaux publics et du bâtiment de l'Est de la France, membre du conseil d'administration du syndicat des travaux publics de France, vice-président de la fédération nationale et membre de la Chambre de commerce de Nancy (depuis 1920).
Parallèlement, il se lance en politique, en se portant candidat aux élections municipales de 1908 à Nancy. Il est élu conseiller municipal en mai 1912, sur une liste de gauche, et il est désigné 4e adjoint, chargé des travaux municipaux. 
Il est élu maire de Nancy le 23 août 1914, par 20 voix sur 22 votants, en remplacement de Joseph Laurent, mobilisé, alors que les troupes françaises se replient et que l'entrée de l'armée allemande à Nancy devient probable. Il est maire durant la Première Guerre mondiale, quand cette ville se trouve à proximité du front et est bombardée. Il se montre actif et dévoué. Il s'occupe du ravitaillement de la cité et des réfugiés accueillis à Nancy, comme vice-président du Comité nancéien d'aide aux réfugiés, fondé à son initiative et à celle du préfet. « Quand les pompiers de Nancy sont partis en grande hâte éteindre en plein bombardement les incendies graves de Pont-à-Mousson, M. Simon ne s'est pas contenté d'envoyer les pompiers, il les a accompagnés ». En 1916, une pétition de tous les conseillers municipaux et l'appui du préfet, Léon Mirman, lui permettent de recevoir la croix de chevalier de la Légion d'honneur. Le préfet soulignant que Simon est l'une des personnalités du « parti républicain » à Nancy, et que la croix « présenterait pour l'avenir le plus haut intérêt ». Le 12 octobre 1919, il accueille Raymond Poincaré, président de la République, accompagné par Albert Lebrun, ministre des Régions libérées et président du Conseil général de Meurthe-et-Moselle, venus remettre la croix de la Légion d’honneur et la croix de guerre à la ville de Nancy, ce qu'il avait sollicité.
Il n'est cependant pas réélu en décembre 1919, au lendemain de la guerre : seul de sa liste mis en ballottage au premier tour de l'élection municipale, ne réunissant pas sous son nom le quart des électeurs inscrits, il décide de retirer sa candidature. Les commerçants lui reprochent notamment son interventionnisme durant la guerre et les ouvriers du bâtiment sa rigueur face à une grève comme président du syndicat des entrepreneurs du bâtiment.
Il eut trois enfants. Il est le père d'Antoinette Marie L'officier, née Simon à Nancy le 27 septembre 1904, qui a épousé  Jean Charles L'officier, vice-président  du groupe Lafarge.

## Honneurs et hommages
Il est officier de la Légion d'honneur (1925), titulaire de la Croix de guerre et officier d'académie. Une rue du centre-ville de Nancy porte son nom depuis 1934, la rue Gustave-Simon. 
Il repose au cimetière de Préville.

## Sources
- Dossier de la Légion d'honneur de Gustave Simon dans la base Léonore
- L'Est républicain, 11 septembre 1926, Nécrologie
- L'Est républicain, 14 septembre 1926, Obsèques
- Une source plus critique: L'Immeuble et la construction dans l'Est, 19 septembre 1926
- René Bour, Encyclopédie illustrée de la Lorraine : L' épopée industrielle, Ed. Serpenoise, 1995
- france3-regions.francetvinfo.fr, Histoires 14-18 : Nancy, une ville en première ligne, 30 novembre 2017